# 노래하던 새들도 지금은 사라지고
《노래하던 새들도 지금은 사라지고》(영어: Where Late the Sweet Birds Sang)은 케이트 윌헬름의 1976년 장편소설이다. 인류의 멸종 시기를 다루고 있으며, 1977년 휴고상, 로커스상, 주피터상을 수상했다. 대한민국에는 행복한책읽기와 아작에서 정소연 번역으로 출간되었다.